# 115434 Kellyfast
115434 Kellyfast è un asteroide della fascia principale. Scoperto nel 2003, presenta un'orbita caratterizzata da un semiasse maggiore pari a 2,7320573 au e da un'eccentricità di 0,0791907, inclinata di 5,36955° rispetto all'eclittica.
L'asteroide è dedicato all'ingegnere statunitense Kelly E. Fast.